# Marcos Faletti
Marcos Faletti (Río Cuarto, Córdoba, Argentina; 19 de octubre de 1978) es folklorólogo, psicólogo y especialista en Antropología, destacado en el campo de la transmisión de tales campos del conocimiento en el ámbito universitario nacional y espacios artísticos internacionales.

## Biografía
Marcos Ariel Faletti nació en Río Cuarto (Córdoba, Argentina) el 19 de octubre de 1978. Cursó sus estudios primarios en el Colegio Luterano Concordia y sus estudios secundarios en el Instituto Secundario Lanteriano La Merced. En 1997 se radica en la Ciudad Autónoma de Buenos Aires donde cursa sus estudios superiores universitarios en el Instituto Nacional Superior del Profesorado de Folklore (Ex Escuela Nacional de Danzas) y en la Facultad de Psicología de la Universidad de Buenos Aires. Obtiene su título de Profesor Nacional Superior de Danzas Nativas y Folklore (2001), y posteriormente el de Licenciado en Folklore (2003) y el de Profesor de Artes en Danza con mención en Danzas Folklóricas (2005), ambos otorgados por el Instituto Universitario Nacional del Arte (I.U.N.A.) áreas transdepartamentales de Folklore y Formación Docente respectivamente. De este modo se convierte en el primer graduado en al especialidad de la provincia de Córdoba sentando un precedente de relevancia.
Al mismo tiempo obtiene el título de Licenciado en Psicología (2005) en la Facultad de Psicología de la Universidad de Buenos Aires e inicia su formación de posgrado en Antropología en la Facultad Latinoamericana de Ciencias Sociales (FLACSO, Buenos Aires) y en Producción y Gestión Cultural en la Universidad Blas Pascal (UBP, Córdoba).
Su labor en el campo de la investigación se consolida con su ingreso a la carrera doctoral en la Facultad de Filosofía y Letras de la Universidad de Buenos Aires bajo el patrocinio del programa de Becas Doctorales del Consejo Nacional de Investigaciones Científicas y Técnicas (CONICET) de Argentina.
Sucesivamente el Fondo Nacional de las Artes lo premió otorgándole becas de investigación en el marco del Concurso Nacional de Becas para Artistas Profesionales.
En el 2018 recibe el título de Especialista en Psicología Clínica, otorgado por la Facultad de Psicología de la Universidad Nacional de Córdoba tras defender su Trabajo Integrador Final sobre Adolescencias y perspectivas de futuro vocacional que le valió la máxima calificación.  En el 2019 obtiene su Doctorado en la Facultad de Filosofía y Letras de la Universidad de Buenos Aires.
Su actividad le ha valido el reconocimiento del Honorable Senado de la Nación a través de la Comisión de Cultura, Ciencia y Educación de Argentina en el 2008. En el 2014 realizó la apertura del Festival Internacional de Danza y Música Tradicional realizado en la sede central de UNESCO en París (Francia), y en el 2015 se incorporó como Jurado de Danza en el Pre-Cosquin, el festival de folklore más importante de Argentina, antesala donde se consagran los nuevos valores para el Festival Nacional de Folklore de Cosquín.